# 6353 Semper
6353 Semper eller 3107 T-3 är en asteroid i huvudbältet som upptäcktes den 16 oktober 1977 av den nederländsk-amerikanske astronomen Tom Gehrels och det nederländska astronomparet Ingrid van Houten-Groeneveld och Cornelis Johannes van Houten vid Palomarobservatoriet. Den är uppkallad efter den tyske arkitekten Gottfried Semper.
Asteroiden har en diameter på ungefär 15 kilometer och den tillhör asteroidgruppen Themis.